# 노블리
《노블리》(영어: Where the Heart Is)는 미국에서 제작된 맷 윌리엄스 감독의 2000년 로맨틱 코미디 드라마 영화이다. 빌리 레츠가 1995년에 펴낸 동명 소설이 원작이며, 수전 카초니스 등이 제작에 참여하였다. 내털리 포트먼, 스토커드 채닝, 애슐리 저드, 조앤 큐잭, 제임스 프레인, 딜런 브루노, 키스 데이비드, 샐리 필드 등이 출연하였다. 임신한 17살 소녀가 오클라호마 작은 마을 월마트에서 남자친구에게 버려진 뒤 월마트에 숨어 지내다가 월마트에서 출산까지 하면서 전국에서 유명세를 얻고 마을 주민들과 친구가 되어 그곳에서 새 삶을 꾸려나간다.

## 줄거리
임신 7개월차인 17살 노블리 네이션은 차를 타고 이동 중에 신발을 사려고 잠시 오클라호마주 시쿼이아 월마트에 들린 사이에 남자친구 윌리 잭에게 버려진다. 방황하던 노블리를 옛 지인으로 착각해 말을 건 주민 셀마 "시스터"는 칠엽수를 선물로 준다.
월마트에 몰래 숨어살던 노블리는 뇌우 속에서 진통을 느낀다. 동네 사서 포니가 창문을 깨고 들어와 출산을 돕고, 노블리는 아기 이름을 어메리커스(Americus)로 짓는다. 입원한 노블리는 간호사 렉시와 좋은 친구 사이가 된다. 언론이 이 사연을 호의적으로 보도하면서 전국에서 지지자들 성금이 답지하지만, 사이가 소원한 엄마가 텔레비전 뉴스를 보고 찾아와 성금을 훔치고 사라진다.
시스터에게 거둬진 노블리는 월마트에서 일하는 한편 지역 사진가 모지스 밑에서 사진작가로 훈련 받는다. 와중에 어메리커스가 납치됐다가 무사히 발견되기도 한다.
어느 날 토네이도가 시쿼이아를 덮치면서 집이 무너지고 시스터가 사망한다. 노블리는 자신이 시스터 유산 수령인으로 지정돼있다는 걸 알게 된다. 노블리는 그 돈으로 딸과 함께 살 새 집을 짓기 시작한다. 한편 윌리 잭은 절도품을 소지한 미성년자를 차에 태웠다가 감옥에 들어간다. 출소한 윌리 잭은 옥중에서 지은 자작곡 "Beat of a Heart"를 들고 내슈빌로 가서 깐깐한 음악 에이전트 루스의 고객이 되어 "빌리 섀도"란 예명을 받는다.
노블리는 폭풍이 지나간 뒤에도 여전히 꿋꿋하게 선 칠엽수와 어메리커스 사진으로 대회에서 우승하고 수상을 위해 라스베이거스로 향한다. 우연히 같은 호텔에 머물던 윌리 잭은 전 감방 동료가 자신을 표절로 고소했다는 소식을 듣고, 루스는 바로 계약을 취소한다. 렉시는 자녀들을 성추행한 새 연인으로부터 심하게 폭행당한다. 노블리는 부상으로 일을 하지 못해 집세를 낼 수 없는 렉시와 함께 살기 시작한다.
포니는 몸과 정신 상태가 모두 좋지 않은 누나 메리를 몇 년 동안 돌보아왔다. 어느 날 메리가 사망하고, 노블리는 괴로워하는 포니를 찾아가 위로하다가 관계를 맺는다. 포니는 사랑을 고백하지만, 노블리는 자신이 포니에게 걸맞는 사람이 아니란 생각에 자신은 포니를 사랑하지 않는다고 거짓말을 한다. 렉시는 외모 조건이 떨어지는 해충구제업자 어니가 전 아내 소생인 의붓딸을 친딸처럼 키우기 위해 1967 쉐보레 카마로까지 포기하며 양육권을 가져왔을 정도로 정이 많은 사람이라는 걸 알고 사랑에 빠져 결혼하고 임신한다.
음악 경력이 망가진 윌리 잭은 우울증으로 술에 의지하다가 하루는 술에 취해 철로 위에 쓰러지고, 열차에 치여 양쪽 다리를 잘린다. 어메리커스의 다섯 번째 생일에 이 사고 관련 기사를 접한 노블리는 병문안을 간다. 노블리는 윌리 잭이 전과는 다른 사람이 되었다는 걸 확인하지만 그럼에도 어메리커스에게 연락하지 말아달라고 주문한다.
윌리 잭을 테네시 집에 데려다준 노블리는 보딘 칼리지에서 포니를 찾아 사랑을 고백한다. 둘은 월마트에서 가까운 친구들에게 둘러싸여 결혼식을 올린다. 

## 출연
- 내털리 포트먼 - 노블리 네이션 역
- 애슐리 저드 - 렉시 쿠프 역
- 스토커드 채닝 - 셀마 "시스터" 허즈번드 역
- 조앤 큐색 - 루스 마이어스 역
- 제임스 프레인 - 포니 헐 역
- 딜런 브루노 - 윌리 잭 피컨스 역
- 키스 데이비드 - 모지스 화이트코튼 역
- 샐리 필드 - 머마 릴 역
- 코디 린리 - 브라우니 쿠프 역
- 헤더 카프카 - 델피아 역
- 짐 비버 - 클로해머 역 (편집)

## 기타 제작진
- 공동 제작: 다이앤 민터 루이스
- 배역: 맬리 핀
- 미술: 폴 피터스
- 의상: 멀린다 에셜먼
- 음악 감독: 리사 브라운

## 음악
이 영화 원곡은 메이슨 데링이 제작하였다. 원곡 사운드트랙은 RCA 레코드에서 발매되었다.